# Lullaby (Sigala & Paloma Faith)
Lullaby is een nummer van de Britse dj Sigala uit 2018, ingezongen door de Britse zangeres Paloma Faith. Het is de zevende single van Sigala's debuutalbum Brighter Days.
Het nummer werd een hit op de Britse eilanden, in Nederland en in een paar Oost-Europese landen. In het Verenigd Koninkrijk haalde "Lullaby" de zesde positie. Hoewel het in de Nederlandse Top 40 een bescheiden 33e positie behaalde, werd het toch een grote radiohit in Nederland. In Vlaanderen haalde het nummer de 27e positie in de Tipparade.